# Micronoemia
Micronoemia is een kevergeslacht uit de familie van de boktorren (Cerambycidae). De wetenschappelijke naam van het geslacht werd voor het eerst geldig gepubliceerd in 1922 door Aurivillius.

## Soorten
Micronoemia omvat de volgende soorten:
- Micronoemia albosignata Aurivillius, 1922
- Micronoemia bifasciata Aurivillius, 1922
- Micronoemia gerlachi Vives, 2007
- Micronoemia glauca Aurivillius, 1922